# Laxárklettur
Laxárklettur är en kulle i republiken Island. Den ligger i regionen Suðurland, 90 km öster om huvudstaden Reykjavík. Toppen på Laxárklettur är 465 meter över havet.
Trakten runt Laxárklettur är nära nog obefolkad, med mindre än två invånare per kvadratkilometer. Trakten runt Laxárklettur består i huvudsak av gräsmarker.